# DisneyToon Studios

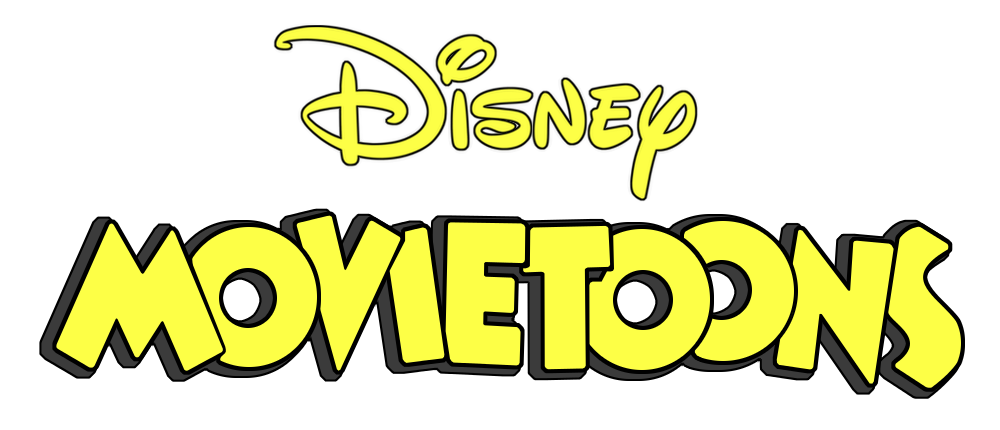
Logotipo de Disney MovieToons como se ve en Patoaventuras: la película: El tesoro de la lámpara perdida.

DisneyToon Studios (originalmente Disney MovieToons, y también anteriormente Walt Disney Video Premieres) fue un estudio de animación estadounidense que formó parte de The Walt Disney Company en su división de Walt Disney Studios. Fue productor de películas de animación, principalmente directamente para vídeo.
El estudio fue originalmente creado como una división de Walt Disney Animation Australia, uno de varios estudios satélites de Walt Disney Television Animation creador de programas como Quack Pack, Pato Darkwing, Chip 'n Dale: Rescue Rangers, Goof Troop y Bonkers, con el tiempo se convirtió en el productor principal de muchas series animadas del sello Disney.
El estudio Walt Disney Animation Australia fue cerrado en octubre de 2006; las instalaciones de post y preproducción siguen en funcionamiento en el lote principal de Disney, ubicado en Burbank, California, EE. UU.
El estudio fue oficialmente cerrado en junio de 2018, al estar varios años inactivo y dada la salida de John Lasseter de Disney.

## Historia

### Antecedentes
Walt Disney Animation Australia había trabajado en series de televisión de Disney desde su apertura en 1988. En Asia disney hacia contratos con empresas como TMS Entertainment, Cuckoo's Nest Studio y Wang Film Productions juntas de Taiwán, así Walt Disney Television Animation comenzó a establecer sus propios estudios extranjeros satélites a finales de la década de 1980. 
Además de Walt Disney Animation Australia, la compañía creó Walt Disney Animation Japón y Walt Disney Animation Francia. Disney hacia una parte de sus animaciones en los estudios satélites y la otra parte en la sede principal en California.

### Disney MovieToons
La primera producción destacada fue en 1990 con Patoaventuras La Película: El Tesoro de la Lámpara Perdida con la animación de Walt Disney Animation Francia. Disney Television Animation contrató a una directora de promociones especiales, Sharon Morrill, en 1993. En este etapa iniciaría bajo el nombre de Disney MovieToons.
En 1994, el estudio de Francia, fue absorbido por Walt Disney Feature Animation que de inmediato empezó a trabajar en A Goofy Movie. Al mismo tiempo Disney comenzó a producir películas directas para vídeo, empezando con una secuela de la película Aladdín de 1992, con The Return of Jafar en 1994. Con el trabajo entregado a las unidades de animación australianas y japonesas, esta producción daría luz verde a las futuras producciones de películas directa a vídeo. Así, con The Return of Jafar y su éxito en ventas, la unidad de directo a vídeo comenzó. A continuación, se crea una segunda secuela, Aladdin and the King of Thieves en 1996, asignando el trabajo a las mismas unidades de la película anterior.
Morrill estaba a cargo de las películas en lanzamiento de Disney Video Premiere, con ello se pudo ampliar el mercado de la televisión digital, y lo que era más importante para Disney, así los estudios de Disney en el extranjero estaban aumentando asignaciones a estas funciones. Morrill fue promovida a vicepresidenta de la unidad de directo a vídeo en noviembre de 1997.
El grupo Disney Television, tras la salida de su presidente Dean Valentine en septiembre de 1997, se dividió en dos unidades: Walt Disney Television (WDT) y Walt Disney Television Network (WDNT), en el mando de Joe Roth. WDT estaría encabezada por Charles Hirschhorn como presidente y constan de Disney Telefilms y Disney TV animation group incluyendo Disney MovieToons y Disney Vídeo Premiere.
La unidad dio a conocer un corto en 1997, Redux Riding Hood, que bajo el sello de Walt Disney Television Animation (WDTA) fue nominada para un Premio de la Academia en 1998. Más secuelas de películas directas a vídeo siguió, entre ellos La Bella y la Bestia 2 (1997), Pocahontas II (1998), El Rey León II (1998), y Cenicienta II (2002). En abril de 1998, MovieToons se pliegan con Disney Video Premiere y especiales de televisión de la red de Disney TV Animation como Morrill fue ascendido a vicepresidente ejecutivo sobre su unidad existente de las películas de Disney estreno de video, especiales de televisión de la red y Movietoons.

### DisneyToon Studios

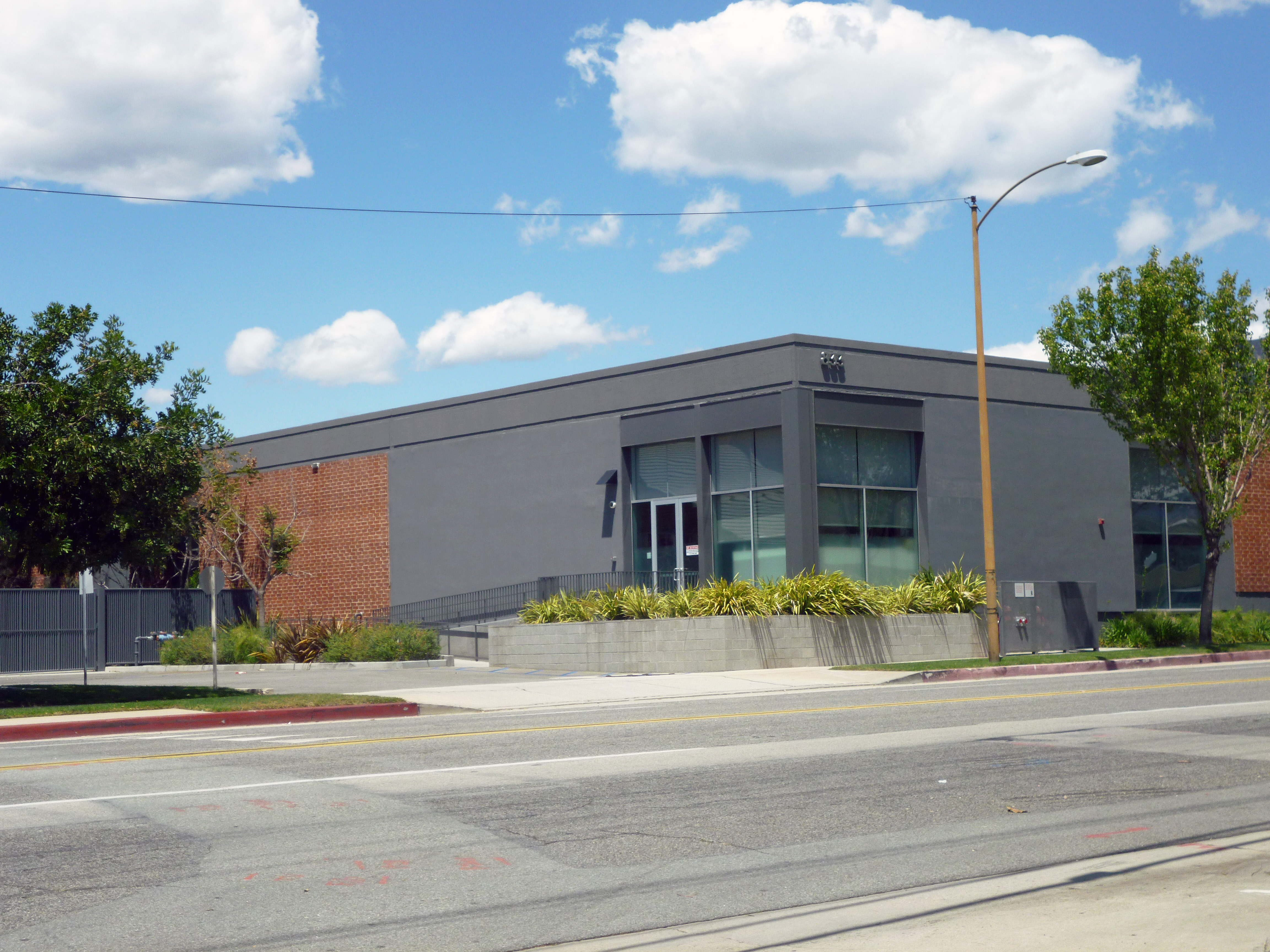
Sede DisneyToon Studios en Glendale, California

En enero de 2003 la reorganización de Disney, Disney MovieToons/Disney Video Premieres fue trasladado de Walt Disney Television Animation a Walt Disney Feature Animation y se renombró DisneyToon Studios (DTS) en junio. Este mismo año el estudio de Australia se convirtió en el eje principal de producción de la nueva división de DisneyToon Studios, tras los cierre de los estudios Disney Studios Francia, Florida y Japón en 2004.
En marzo de 2005 Sharon Morrill es ascendida a presidenta de DisneyToon. El 25 de julio de 2005, Disney anunció que cerraría Walt Disney Animation Australia en octubre de 2006, tras 17 años de existencia. El cierre se atribuyó a los altos costos de producción de animación en Australia. Pero DisneyToon Studios continuó produciendo.
En la década del 2000, DisneyToon se unió a Disney Consumer Products (DCP) como su socio conglomerado interno de vídeo de Disney en el desarrollo de las nuevas franquicias de Disney, en ese entonces solo constaba de Disney Princess y Disney Fairies. Mientras DCP miró otras franquicias potenciales, DTS miró a los siete enanitos como una franquicia centrada para contrarrestar a las Hadas céntricas para 2005.
John Lasseter se une a Disney, que tras la compra de Pixar, dejó en claro que no le gustaba DisneyToon, ya que debilitaba el valor de los largometrajes de animación con secuelas y presecuelas. A raíz de las complicaciones relacionadas con la producción de Tinker Bell (2008), la primera película de la franquicia de las hadas de DCP, conducen a la discusión sobre el enfoque de la división. Por lo tanto, Sharon Morill, presidenta del estudio, se trasladó a una nueva posición en la empresa. El 22 de junio de 2007, la gestión de los estudios de DisneyToon fue entregado al control de Alan Bergman, presidente de Disney Studios, con el aporte de Ed Catmull y Lasseter.
Como director creativo, Lasseter pidió la cancelación de todas las películas futuras en producción o desarrollo de DisneyToon Studios. Como resultado, las planificaciones en curso de secuelas de Dumbo, Chicken Little, Meet the Robinsons y Los Aristogatos fueron canceladas, junto con otros proyectos. La animación de Tinker Bell fue desechada y se reinició mientras que dos proyectos de DCP formados se cancelaron, entre los proyectos estaban, "Los 7 enanitos de Disney" y la línea de Cuentos de Princesas Encatandas de Disney después del primer DVD. El lanzamiento de La Sirenita 3 quedó en suspenso.  El presidente de Disney Studios, Alan Bergman, tomó la supervisión de la operación del día a día de DTS. De este modo DTS estaba fuera de la producción de secuelas y precuelas con que originalmente indicó que la división apoyaría varias franquicias de Playhouse Disney con lanzamientos directos a vídeo.
Meredith Roberts se transfiere a través de Disney TV Animation para encabezar la división como vicepresidenta sénior y directora general en enero de 2008. En la inauguración de la línea de animación caracterizada por Disney en abril del mismo año, se anunció que los estudios de DisneyToon ya no produciría futuras secuelas de las películas de Disney Feature Animation (recién nombrada como Walt Disney Animation Studios), pero se centraría en spin-offs y películas originales.

## Largometrajes animados de DisneyToon Studios

### Cinematográficos
| #  | Título                                          | Fecha de estreno      | Director(es)                    |
| -- | ----------------------------------------------- | --------------------- | ------------------------------- |
| 1  | Ducktales, the Movie: Treasure of the Lost Lamp | 27 de julio de 1990   | Bob Hathcock                    |
| 2  | A Goofy Movie                                   | 31 de marzo de 1995   | Kevin Lima                      |
| 3  | Return to Never Land                            | 8 de febrero de 2002  | Robin Budd y Donovan Cook       |
| 4  | El libro de la selva 2                          | 7 de febrero de 2003  | Steve Trenbirth                 |
| 5  | La gran película de Piglet                      | 14 de marzo de 2003   | Francis Glebas                  |
| 6  | Pooh's Heffalump Movie                          | 4 de febrero de 2005  | Frank Nissen                    |
| 7  | Secret of the Wings                             | 16 de octubre de 2012 | Roberts Gannaway y Peggy Holmes |
| 8  | Aviones                                         | 2 de agosto de 2013   | Klay Hall                       |
| 9  | The Pirate Fairy                                | 25 de marzo de 2014   | Peggy Holmes                    |
| 10 | Aviones: Fire & Rescue                          | 11 de julio de 2014   | Bobs Gannaway                   |
| 11 | Tinker Bell and the Legend of the NeverBeast    | 24 de febrero de 2015 |                                 |

1. 1 2 3  Lanzamiento limitado en cines.

### Directos a video
| Título                                                   | Fecha de lanzamiento     |
| -------------------------------------------------------- | ------------------------ |
| The Return of Jafar                                      | 13 de mayo de 1994       |
| Aladdin and the King of Thieves                          | 6 de agosto de 1996      |
| Pooh's Grand Adventure: The Search for Christopher Robin | 29 de julio de 1997      |
| Beauty and the Beast: The Enchanted Christmas            | 4 de noviembre de 1997   |
| El mundo mágico de Bella                                 | 10 de febrero de 1998    |
| Pocahontas II: Journey to a New World                    | 18 de agosto de 1998     |
| The Lion King II: Simba's Pride                          | 20 de octubre de 1998    |
| Seasons of Giving                                        | 2 de noviembre de 1999   |
| An Extremely Goofy Movie                                 | 22 de febrero de 2000    |
| The Little Mermaid II: Return to the Sea                 | 12 de septiembre de 2000 |
| Cinderella II: Dreams Come True                          | 19 de febrero de 2002    |
| A Very Merry Pooh Year                                   | 5 de noviembre de 2002   |
| 101 dálmatas 2                                           | 14 de enero de 2003      |
| Atlantis: El regreso de Milo                             | 13 de mayo de 2003       |
| The Lion King 1½                                         | 3 de febrero de 2004     |
| Springtime with Roo                                      | 2 de marzo de 2004       |
| Mickey, Donald, Goofy: The Three Musketeers              | 10 de agosto de 2004     |
| Mickey's Twice Upon a Christmas                          | 2 de noviembre de 2004   |
| Mulan II                                                 | 25 de enero de 2005      |
| Tarzan II                                                | 7 de junio de 2005       |
| Lilo & Stitch 2: Stitch Has a Glitch                     | 23 de agosto de 2005     |
| Pooh's Heffalump Halloween Movie                         | 6 de septiembre de 2005  |
| Kronk's New Groove                                       | 6 de diciembre de 2005   |
| Bambi II                                                 | 31 de enero de 2006      |
| Brother Bear 2                                           | 22 de agosto de 2006     |
| The Fox and the Hound 2                                  | 5 de diciembre de 2006   |
| Cinderella III: A Twist in Time                          | 30 de enero de 2007      |
| Disney Princess Enchanted Tales: Follow Your Dreams      | 28 de agosto de 2007     |
| The Little Mermaid: Ariel's Beginning                    | 19 de agosto de 2008     |
| Tinker Bell                                              | 21 de octubre de 2008    |
| Tinker Bell and the Lost Treasure                        | 20 de octubre de 2009    |
| Tinker Bell and the Great Fairy Rescue                   | 14 de septiembre de 2010 |

1. 1 2  Lanzamiento cinematográfico en algunos países.

## Logotipos

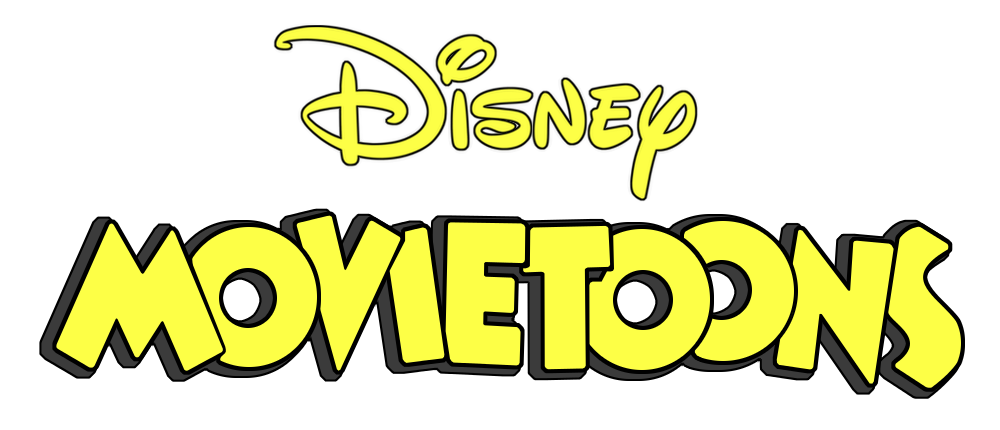
1990-2003
2011-2018